# Falke
El Falke (que en alemán significa "halcón") era un barco de vapor alemán de origen inglés, del cual el general Román Delgado Chalbaud se sirvió como buque de guerra para llevar a cabo en agosto de 1929 la expedición más importante contra el régimen tiránico establecido en Venezuela por el general Juan Vicente Gómez. En calidad de crucero nacional nombrado General Anzoategui fue usado en el asalto al puerto de Cumaná el 11 de agosto de 1929. Después del fracaso de la operación y la retirada del Falke a la colonia británica de Trinidad, las autoridades inglesas trataron de confiscar el buque pero había sido arrendado por el jefe de la expedición, y pertenecía a un grupo de la banca europea. La expedición del Falke dejó escrito en la historia venezolana una página de heroísmo, y fue unos de los sucesos más idealistas en la historia de la navegación alemana. 

## Datos técnicos
- Tipo: Carguero (Buque de cubierta de pozo).
- Navieras:
  - 1902-1914: Hull & Netherland SS.Co.Ltd., Hull/Inglaterra.
  - 1914: Gerhard & Hay, Riga/Rusia.
  - 1918-1921: Marina Imperial Alemana.
  - 1921: Globus-Reederei, Hamburgo.
  - 1922-1927: Reichstreuhandstelle (Sociedad Fiduciaria Imperial), Berlín.
  - 1927: Deutsche Kredit- und Handelsgesellschaft, Berlin/Kauffahrtei AG, Hamburgo.
  - 1928/29: Felix Prenzlau & Co., Hamburgo.
  - 1929/30: Capitán Ernst Vormauer, Bargteheide/Distrito de Stormarn.
  - 1932/33: R. Arrue, Baracoa/Cuba.
  - 1933: Cia. Nav. de Baracoa SA, Baracoa.
  - 1935: Gobierno de Cuba, La Habana.
  - 1936 : Rebautizado en Colombia.
  - 1937: Servicio en la armada cubana como transporte.
- Puerto de matrícula en 1929: Altona (hoy parte de Hamburgo).

## Servicio en Gran Bretaña, Rusia y Alemania hasta 1929
La primera compañía en utilizar el vapor Swift fue la Hull & Netherland Steamship Company Ltd.. En 1909 el buque fue rebautizado como Selbey Abbey. La empresa Gerhard & Hay, domiciliada en Riga, en esta época pertenecía a Rusia, adquirió el Selby Abbey en 1914 y fue renombrado como Triton. Al estallar la Primera Guerra Mundial el 1 de agosto de 1914, las autoridades rusas lo hundieron por ser un buque de bloqueo junto con otros cargueros en el puerto de Windau (hoy Ventspils) porque anticipaban la entrada de las unidades de la Marina Imperial Alemana en el puerto. 
Windau fue ocupado por tropas alemanas en 1915. Al 16 de septiembre de 1918, el Triton fue reflotado y reparado en Danzig (hoy Gdansk). En 1919 estuvo en servicio como transporte entre los puertos alemanes de Kiel y Danzig. Después, en 1920, fue usado como planero de la marina imperial.
El 10 de julio de 1921 fue tachado de la lista de buques de guerra. Su función entre 1921 y 1929 es incierta. Parece que fue usado una vez por la Cruz Roja de Alemania por el Globus-Reederei en 1921. Entre 1922 y 1927 el dueño era la Hamburger Reichstreuhandstelle (Sociedad fiduciaria imperial de Hamburgo), que fue responsable del suministro de armas y materiales del ejército y de la marina imperial durante la Primera Guerra Mundial. Parece que en ese tiempo fue usado para negocios mercantiles por la firma comercial Felix Prenzlau & Felix Kramarsky en Hamburgo y el “Warlord” Zhang Zuolin en Manchuria.

## La expedición delFalkea Venezuela en 1929

### El plan revolucionario de laJunta Suprema de Liberación Nacional

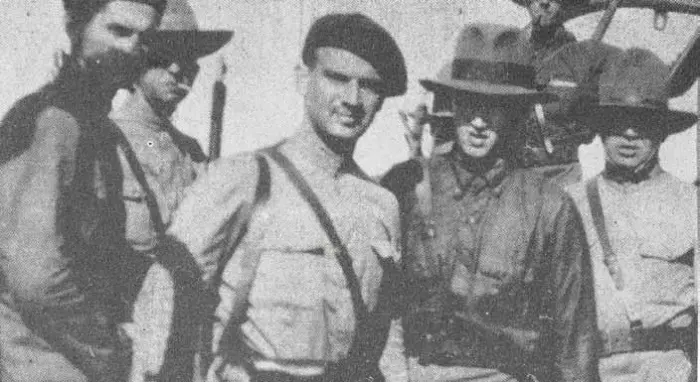
De izquierda a derecha, Rafael Vegas, Juan Colmenares, Armando Zuloaga Blanco, Carlos Delgado Chalbaud y Edmundo Urdaneta a bordo del Falke.

En marzo de 1929 políticos venezolanos exiliados en París fundaron la Junta Suprema de Liberación Nacional con la finalidad de derrocar el régimen del general Juan Vicente Gómez. Sus miembros fueron el posible presidente en el futuro Dr. Santos Aníbal Dominici, el vicepresidente en el futuro Dr. Alberto Smith, el secretario general José Rafael Pocaterra, el jefe del tesoro Pedro Lugo Delgado y el jefe del estado mayor, general Dr. Leopoldo Baptista. El comandante en jefe fue el general Román Delgado Chalbaud.
La junta tenía el propósito de invadir Venezuela con un buque armado y provocar una revolución contra Goméz. En Hamburgo, se establecieron contactos con Prenzlau & Kramarsky, que fueron capaces de acondicionar un buque de transporte y comprar armas en grandes cantidades en Polonia. El « Falke » fue escogido porque era relativamente rápido y manejable comparado con otros buques del mismo tamaño. En Venezuela, la tradición de expediciones corsarias y filibusteras se remonta a décadas pasadas. 
La junta alquiló el Falke y en junio de 1929 Prenzlau & Kramarsky contrataron una tripulación. Aparte del capitán Ernst Ziplitt, de 55 años, nadie supo la causa del viaje; hubo rumores que el Falke sería usado para una expedición científica que sería filmada en película. El primer oficial era Heinrich Kölling, el segundo oficial Wilhelm Schneider y el tercer oficial Martin Esser. El primer ingeniero era Wilhelm Bothe, de 54 años.

### En Gdynia. Viaje al Caribe
En Hamburgo se embarcaron varias cajas con ametralladoras. El 9 de julio de 1929, Román Delgado Chalbaud aborda el Falke y salió de Hamburgo con rumbo a Gdynia, el mayor puerto de Polonia, donde atracó el 12 de julio. Allí otras 1400 cajas con viejos fusiles alemanes del modelo 88 y dos millones de cartuchos de munición llegaron a bordo. Más tarde, Kramarsky explicará, que había pagado en total 35.000 $ al Ministerio de Guerra de Polonia en Varsovia. Originalmente el material bélico estaba destinado para Afganistán, pero al morir el presidente Aman Ullah el negocio fracasó.
En Gdynia, 21 pasajeros, venezolanos residentes en París, se embarcaron en el Falke. Entre ellos estaban el hijo de Delgado, Carlos Delgado Chalbaud, y el poeta José Rafael Pocaterra. 
Cuando se produjo un accidente en Gdynia el 17 de julio de 1929, unas cajas se rompieron y algunos miembros de la tripulación se dieron cuenta de que contenían armas. Una vez ventilado el asunto, el general Delgado dio 500 Reichsmark en concepto de premio a cada hombre de la tripulación, así como un pago doble. En estas condiciones todos los miembros de la tripulación a excepción del tercer maquinista Koch se declararon conformes, solamente Koch salió del Falke para denunciar el caso a los autoridades alemanas, pero sin consecuencias.
El 19 de julio de 1929 el Falke abandonó Gdynia con rumbo al Caribe. Dos semanas y media después, el 6 de agosto, el vapor echó las anclas frente a la isla de La Blanquilla. Allí el vapor tomó más pasajeros, a saber, algunos cientos de revolucionarios. Su nombre fue cambiado en General Anzoategui. Además, se izó la bandera nacional venezolana, lo que constituyó una violación de las leyes alemanas, pero el capitán Ziplitt, nombrado almirante de la armada venezolana por Román Delgado, acabó siendo una herramienta en las manos del general. El 10 de agosto de 1929 el General Anzoategui levó anclas con rumbo a Cumaná.

### El asalto a Cumaná. Huida a Puerto España

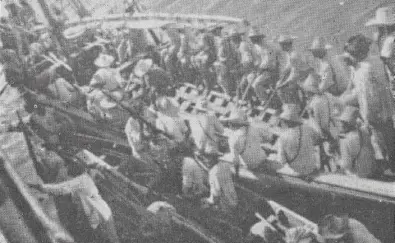
Guerrilleros del Falke desembarcan en la madrugada del 11 de agosto de 1929.

En la madrugada del 11 de agosto de 1929, el General Anzoátegui entró en el puerto de Cumaná. Los revolucionarios desembarcaron un comando formado en tres columnas al mando del general Delgado. Dos de los oficiales del barco, Wilhelm Schneider y Martin Esser, más otros cinco alemanes incluyendo el armero Franz Zucal, acompañaron la operación y ayudaron a Delgado como mercenarios.
Al llegar al puente Guzmán Blanco hubo un encuentro entre los rebeldes y las tropas leales del general Emilio Fernández, presidente del estado Sucre, en que ambos Chalbaud y Fernández cayeron abatidos por el fuego cruzado. El primer oficial Martin Esser, junto con otros revolucionarios, fueron arrestados por las autoridades gomecistas y otros escaparon durante varios meses. Algunos sobrevivientes de la batalla lograron llegar al barco, otros huyeron por el monte. Esser logró regresar a Alemania al final del año. Debido al peligro de ser bombardeado por la fuerza aérea venezolana, los miembros de la tripulación huyeron a bordo del General Anzoátegui, que fue renombrado enseguida en Falke a mediodía del 12 de agosto con rumbo a Granada. Pocaterra dio la orden de echar al mar el arsenal restante tras la amenaza de los reclutas de amotinarse y unirse a las filas gomecistas. Después de que Ziplitt comprara carbón en Granada, la tripulación lo obligó a navegar a Puerto España, donde entró el 14 de agosto de 1929. 
Las autoridades inglesas interrogaron a la tripulación y confiscaron el Falke, porque el gobierno venezolano lo había tildado de pirata en comunicación oficial al gobernador británico de Trinidad. Los revolucionarios se retiran de la ciudad ante el acoso de las tropas del gobierno, y sostienen un último combate en el cerro Santa Ana, donde Pedro Elías Aristeguieta es herido fatalmente, muriendo dos días después. Además, por primera vez se usó la Aviación Militar de Venezuela en operaciones de este tipo.

## Proceso en Alemania
El caso Falke fue una sensación a nivel mundial y se considera un hito único en la historia de la marina Alemana. El proceso tenía lugar en Hamburgo en abril de 1930. Mientras el público y la prensa defendían a la tripulación, especialmente el Partido Comunista de Alemania (KPD) y su periódico Die rote Fahne (La bandera roja), los jueces desestimaron las acusaciones contra el mando del Falke, especialmente contra el capitán Ziplitt, alegando que después de que las cajas de armas se rompieran en Danzig, todos los miembros de la tripulación sabían que el Falke estaba participando en una empresa ilegal, que habían tenido el derecho y la posibilidad de salir del vapor tal como lo hizo el maquinista Koch. No obstante, el tribunal marítimo le quitó la licencia de navegación a Ziplitt; sin embargo la recibió más tarde tras interponer un recurso de apelación. El caso Falke también causó unos problemas diplomáticos entre Venezuela y Alemania, pero finalmente el gobierno venezolano reconoció que el gobierno alemán no estaba involucrado en la revolución. 

## Destino. Asalto a Gibara 1931
Según parece, Prenzlau & Kamarsky vendieron el Falke, rebautizado como Ilse Vormauer, a un capitán llamado Ernst Vormauer en Bargteheide cerca de Hamburgo para guardar las apariencias. Obviamente fue todavía utilizado, por la empresa hamburguesa. Al 17 de agosto de 1931 el Ilse Vormauer volvió a participar en una expedición filibustera al puerto cubano de Gibara contra el Gobierno de Gerardo Machado llevada a cabo por revolucionarios encabezados por Emilio Laurent. La invasión fue un fracaso y el Ilse Vormauer fue capturado por un cañonero cubano. No se sabe con certeza que ocurrió con el barco pero todo indica que las autoridades cubanas confiscaron el vapor y que la marina cubana, tras darle el nombre Yunque, desde 1937 como Colombia, lo seguía utilizando. Según de Hildebrand/Röhr/Steinmetz el vapor fue desguazado en Cuba, Mielke supone que fue destruido en un huracán a La Habana en octubre de 1944. 

## Ficción
En 1935 el autor alemán Albert Daudistel publicó la novela social-crítico Der Bananenkreuzer (El crucero de las bananas), en que el Falke tiene el nombre Hektor.

## Literatura
- Dampfer „Falke“ von Altona. Verstoß gegen die Seeschifferpflichten; Beschlagnahme, en: Entscheidungen des Reichsoberseeamtes und der Seeämter des Deutschen Reiches, Tomo XXV, cuadernos no. 9 y 10, Berlín 1931, p. 726-754.
- Otto Mielke: Frachtdampfer „Falke“. Ein tolles Stück (SOS Schicksale deutscher Schiffe, Tomo 58), Múnich 1955.
- Triton, en: Hans H. Hildebrand/Albert Röhr/Hans-Otto Steinmetz: Die deutschen Kriegsschiffe. Biographien – ein Spiegel der Marinegeschichte von 1815 bis zur Gegenwart, Ratingen o.J. [1984], Tomo 7, p. 111.
- Brian S. McBeth: Dictatorship & Politics. Intrigue, Betrayal, and Survival in Venezuela, 1908-1935, Notre Dame, IND 2008.
- Federico Vegas: „Falke“ . Random House Mondadori, Caracas, 2005, 455 pp
- Cord Eberspächer/Gerhard Wiechmann: Seeräuber, Söldner, Filibustiere? Die "Piratenfahrt" des Dampfer FALKE nach Venezuela. In: Schiff & Zeit/Panorama maritim. Nr. 70, Herbst 2009, S. 15–27 (Piratas, mercenarios, filibusteros? El "viaje pirata" del vapor FALKE a Venezuela. En: Barco y tiempo/Panorama marítimo, no. 70, otono 2009, p. 15-27).
- https://nestorgermanrodriguezlibros.blogspot.com/2015/08/libro-oposicion-al-regimen-alcantara.html